# Creu commemorativa a Vilamalla
La Creu commemorativa a Vilamalla és una obra de Vilamalla (Alt Empordà) inclosa a l'Inventari del Patrimoni Arquitectònic de Catalunya.

## Descripció
Creu treballada amb doble cordó de ferro que ressegueix el perfil d'una creu llatina de braços acabats amb formes lobulades. L'interior és buit, retallat. A l'extrem inferior del braç longitudinal hi ha un rètol amb la data 1958, treballat amb el mateix sistema de la creu. La creu està incrustada en un pilar de base quadrada disposada damunt un sòcol de pedra.